# Mathias-Marie Duval
Pour les articles homonymes, voir Duval.
Mathias-Marie Duval, né le 7 février 1844 à Grasse et mort le 28 février 1907 à Paris 9e, est un professeur d'anatomie et d'histologie français. Il était le fils du botaniste Joseph Duval-Jouve (1810-1883).

## Biographie
Mathias-Marie Duval étudia la médecine à Paris. Il servit plus tard comme prosecteur à Strasbourg. En 1873, il obtint l'agrégation, il devint ensuite directeur du laboratoire d'anthropologie de l'École des Hautes Études à Paris, puis professeur d'anatomie à l'École Supérieure des Beaux-Arts. Il eut notamment pour élève le peintre et graveur suisse Pierre-Eugène Vibert. En 1885 il a remplacé Charles Philippe Robin (1821-1885) comme professeur d'histologie à la faculté de médecine. En 1892, il est devenu membre de l'Académie de Médecine.
Mathias-Marie Duval entreprit des recherches sur les développements placentaires chez les souris et les rats. Il a été le premier à identifier l'invasion trophoblaste chez les rongeurs. Avec le gynécologue austro-américain Walter Schiller (1887-1960), il analyse les structures présentes dans les tumeurs endodermiques du sinus, qui seront dénommées les corps de Schiller Duval.

## Travaux
- 1873 : Sur la structure et usages de la rétine. Thèse d'agrégation ;
- 1873 : Manuel de microscopie ;
- 1878 : Précis de technique microscopique et histologique, ou introduction pratique à l’anatomie générale. (avec une introduction de Charles-Philippe Robin), éditions J.-B. Baillière et fils, Paris ;
- 1881 : Précis d'anatomie à l'usage des artistes ;
- 1883 : Leçons sur la physiologie du système nerveux ;
- 1886 : Le darwinisme : leçons professées à l'École d'anthropologie, Paris, Delahaye et Lecrosnier, [numérisé par la Bibliothèque universitaire Pierre et Marie Curie (BUPMC)]
- 1889 : Atlas d'embryologie, éditions G. Masson, Paris ;
- 1891 : Le placenta des rongeurs. Journal de l'anatomie et de la physiologie normales et pathologiques de l'homme et des animaux, Paris ;
- 1892 : Le placenta des rongeurs, éditions Félix Alcan, Paris ;
- 1897 : Précis d'histologie, Paris ;
- 1898 : Histoire d'anatomie plastique: les maîtres, les livres et les écorchés, éditions Picard et Kann, Paris.

## Œuvres
- Précis d’anatomie à l’usage des artistes, Paris, 1881, papier, en possession du Musée des beaux-arts et d'archéologie Joseph Dechelette, Roanne[2].